# CAC 40
CAC 40, cujo nome deriva da expressão Cotation Assistée en Continu, é um índice bolsista que reúne as 40 maiores empresas cotadas em França.
O valor inicial de índice — 1000 pontos — foi estabelecido aos 31 de Dezembro de 1987.

## Cálculo de índice
O índice é calculado como valor médio aritmético ponderado de capitalização dos preços de ações de 40 empresas mais grandes cujas ações são comerciadas na bolsa Euronext Paris. Cada uma de quarenta ações tem seu índice que é ponderado de acordo com custo de seus títulos disponíveis no mercado. Os pesos variam da empresa à empresa segundo sua capitalização na circulação livre. Durante a pesagem a empresa é cortada até o peso máximo de 15% em CAC 40.
Se começar de 1 de Dezembro de 2003, durante a capitalização são levados em conta apenas as ações que ficam na circulação livre.
O índice é calculado cada 30 segundos durante os dias úteis das 9:00 às 17:30 segundo Horário da Europa Central.

## Critérios de seleção
A composição de CAC 40 é atualizada cada trimestre pelo comité de peritos da Conseilcientifique des indices (CSI). As modificações entram em vigor na terceira sexta-feira de Março, Junho, Setembro e Dezembro. O número de ações na circulação livre é revisado cada Setembro.

## Composição
A composição do índice é revista periodicamente. A alteração mais recente teve lugar em Novembro de 2021; nesta data, a Atos foi retirada do índice, para o seu ligar entrou a Eurofins Scientific.
À data de Novembro de 2022, o CAC 40 é composto pelas seguintes empresas:
| Nome                      | Sector segundo o ICB                                        | Logo      | Peso no índice em % |
| ------------------------- | ----------------------------------------------------------- | --------- | ------------------- |
| Air Liquide               | químicos                                                    |           | 3,50                |
| Airbus Group              | aeroespacial e defesa                                       |           | 3,87                |
| Alstom                    | indústria ferroviária                                       |           | 0,43                |
| ArcelorMittal             | metais industriais (aço)                                    |           | 1,16                |
| AXA                       | seguros de não vida                                         |           | 2,69                |
| BNP Paribas               | banco                                                       |           | 2,94                |
| Bouygues                  | construção e materiais                                      |           | 0,58                |
| Capgemini                 | software e serviços informáticos                            |           | 1,46                |
| Carrefour                 | retalho (varejo) alimentar e de medicamentos                |           | 0,67                |
| Crédit Agricole           | banco                                                       |           | 1,39                |
| Danone                    | produção de alimentos                                       |           | 1,93                |
| Dassault Systèmes         | software e serviços informáticos                            |           | 2,47                |
| Engie                     | gás, água e serviços múltiplos                              | zentriert | 1,43                |
| Essilor                   | serviços e equipamentos de saúde                            |           | 3,34                |
| Eurofins Scientific       | biotecnologia                                               |           | 0,76                |
| Hermès                    | beste de uso pessoal                                        |           | 5,91                |
| Kering                    | retalho geral                                               |           | 3,19                |
| Legrand                   | equipamento eléctrico                                       |           | 0,99                |
| L’Oréal                   | bens de uso pessoal                                         |           | 9,28                |
| LVMH                      | bens de uso pessoal                                         |           | 15,38               |
| Michelin                  | automóveis e componentes (pneus)                            |           | 0,25                |
| Orange                    | telecomunicações                                            |           | 1,58                |
| Pernod Ricard             | bebidas                                                     |           | 2,41                |
| Publicis                  | media                                                       |           | 0,62                |
| Renault                   | automóveis e componentes                                    |           | 0,38                |
| Safran                    | aeroespacial e defesa                                       |           | 2,13                |
| Saint-Gobain              | construção e materiais                                      |           | 1,13                |
| Sanofi                    | indústria farmacêutica                                      |           | 6,47                |
| Schneider Electric        | equipamento eléctrico                                       |           | 3,34                |
| Société Générale          | banco                                                       |           | 0,91                |
| Stellantis                | automotivo, fornecedor automotivo                           |           | 1,93                |
| STMicroelectronics        | hardware e equipamento de alta tecnologia                   |           | 1,39                |
| Teleperformance           | empresa de serviços, gestão de relacionamento com o cliente |           | 0,91                |
| Thales                    | fornecedor de equipamentos aeronáuticos                     |           | 1,35                |
| TotalEnergies             | petróleo e gás (produção)                                   |           | 6,87                |
| Unibail-Rodamco-Westfield | fundos de investimento imobiliário                          |           | 0,36                |
| Veolia Environnement      | gás, água e serviços múltiplos                              |           | 0,87                |
| Vinci                     | construção e materiais                                      |           | 2,67                |
| Vivendi                   | media                                                       |           | 0,56                |
| Worldline                 | fintech                                                     |           | 0,52                |